# Takanami
Il Takanami (高波? lett. "Onda alta") è stato un cacciatorpediniere della Marina imperiale giapponese, sesta unità della classe Yugumo. Fu varato nel marzo 1942 dai cantieri navali di Uraga. Assegnato in autunno al teatro operativo del Pacifico meridionale, partecipò alla campagna di Guadalcanal sino alla battaglia di Tassafaronga (30 novembre-1º dicembre), durante la quale fu crivellato da proietti: colò a picco con gravissime perdite tra l'equipaggio.

## Servizio operativo
Il cacciatorpediniere Takanami fu ordinato nell'anno fiscale edito dal governo giapponese nel 1939. La sua chiglia fu impostata nel cantiere navale di Uraga, vicino a Tokyo, il 29 maggio 1941 e il varo avvenne il 16 marzo 1942; fu completato il 31 agosto dello stesso anno e il comando fu affidato al capitano di fregata Masami Ogura.
Tra il 27 settembre e il 7 ottobre il Takanami scortò un convoglio da Saeki alla piazzaforte di Rabaul: nel corso della navigazione Ogura ricevette comunicazione che l'unità era stato scelta quale nave ammiraglia della 31ª Divisione cacciatorpediniere, già comprendente i gemelli Makinami e Naganami. Accolse pertanto a bordo il capitano di vascello Toshio Shimizu con il relativo stato maggiore. Il Takanami uscì da Rabaul lo stesso 7 ottobre per salvare 279 naufraghi di un trasporto silurato nelle vicinanze, quindi si portò il 10 alla base di Truk e poté unirsi ai gregari. Verso la metà di ottobre i tre cacciatorpediniere navigarono con le due navi da battaglia Kongō e Haruna, e altri cacciatorpediniere in direzione di Guadalcanal e le coprirono mentre, nella notte del 13-14, bombardarono con successo il conteso aeroporto Henderson. Rimasero nell'area anche nella notte del 15-16, quando gli incrociatori pesanti Maya e Myoko ripeterono il cannoneggiamento delle piste aeree in mano statunitense, quindi ripiegarono verso nord per riunirsi in alto mare alla 2ª e 3ª Flotta. Furono così presenti alla drammatica battaglia delle isole Santa Cruz (25-26 ottobre): in particolare la 31ª Divisione militò nella "Forza avanzata" del viceammiraglio Nobutake Kondō, rimasta comunque abbastanza ai margini del combattimento. Rientrati a Truk, il Takanami e i gregari ne salparono il 3 novembre di scorta alla 7ª Divisione incrociatori (Suzuya, Kumano) fino alle isole Shortland, raggiunte il 5. Qui si trovavano diversi altri cacciatorpediniere con i quali, il 7, fu intrapresa una missione del Tokyo Express verso Guadalcanal, alla quale gli statunitensi risposero con un attacco aereo: il Takanami e il Naganami subirono danni leggeri per bombe esplose vicino allo scafo e, insieme, registrarono diciassette vittime. Alle Shortland si era intanto concentrato un convoglio di undici unità, la cui difesa fu affidata all'intera 2ª Squadriglia: nel corso della complessa battaglia navale di Guadalcanal il Takanami e i gregari cercarono senza successo di proteggere le preziose navi da carico dagli attacchi aerei statunitensi e solo tre trasporti sopravvissuti si incagliarono la mattina del 15 novembre sulle coste di Guadalcanal: la 31ª Divisione e il resto della squadriglia ripiegarono. Il 30 seguì il resto della 2ª Squadriglia in una missione di rifornimento per l'isola, la prima che faceva uso dei fusti stagni da rilasciare vicino riva, evitando così di ancorare le navi.
Il Takanami e il Naganami (ammiraglia) costituirono la forza di copertura per gli altri sei cacciatorpediniere, carichi di fusti a spese delle munizioni. La formazione arrivò da nord in linea di fila e, a ovest dell'isola di Savo, il Naganami localizzò sagome sul mare, verso sud-est: si trattava del Task group 67, forte di quattro incrociatori pesanti, uno leggero e sei cacciatorpediniere. Il Takanami dirottò a babordo e si mantenne su un corso parallelo al resto delle navi amiche, che si portarono vicino alla costa di Guadalcanal e sfilarono in velocità. Alle 23:20 quasi tutta la linea statunitense aprì il fuoco sul Takanami, il più vicino tra i cacciatorpediniere giapponesi e il meglio segnalato dai radar; il capitano Ogura lanciò un fascio di siluri e cercò di controbattere con le proprie artiglierie, ma una pioggia di proietti – sembra che una settantina arrivò a segno – inflisse danni gravissimi mentre eseguiva una brusca accostata sulla sinistra per ripiegare verso nord-nord-ovest. Ogura fece in tempo a mettere in mare una delle lance prima che il Takanami, divorato dalle fiamme e scosso dalle esplosioni, affondasse attorno alle 23:30. La piccola imbarcazione rappresentò la salvezza per quarantotto naufraghi: sul Takanami rimasero Ogura, il capitano di vascello Shimizu e altri 195 morti (secondo un'altra fonte, invece, il totale di morti fu di 211). I superstiti riuscirono a raggiungere Guadalcanal, ma diciannove di costoro furono fatti prigionieri in un giorno imprecisato dopo la battaglia. Il sacrificio del Takanami permise a Tanaka di scaricare con rapidità i fusti, invertire la rotta e lanciare decine di siluri che disarticolarono completamente la squadra statunitense, la quale ancora non aveva individuato con precisione gli altri cacciatorpediniere giapponesi; tutti e quattro gli incrociatori pesanti furono immobilizzati e lo USS Northampton colò a picco ore dopo.
L'esatto luogo dell'affondamento del cacciatorpediniere è dibattuto: l'ufficiale di rotta, sopravvissuto, affermò che era colato a picco cinque miglia a sud di Savo, pur senza fornire gli estremi precisi. Un'altra fonte colloca le coordinate a sud-sud-est di Savo (9°18′S 159°56′E).
Il 24 dicembre 1942 il Takanami fu depennato dai ruoli della Marina imperiale.